# Vladlen Veresjtsjetin
Vladlen Stepanovitsj Veresjtsjetin (Russisch: Владлен Степанович Верещетин) (Brjansk, 8 januari 1932 - 7 augustus 2024) was een Russisch rechtsgeleerde. Van 1994 tot 2006 was hij rechter van het Internationaal Gerechtshof.

## Levensloop
Veresjtsjetin studeerde in 1954 af aan het Staatsinstituut voor Internationale Betrekkingen in Moskou. Hij promoveerde in 1976.
Vanaf zijn promotie tot aan het behalen van zijn graad als hoogleraar in 1982 was hij juridisch expert voor het ruimtevaartprogramma Interkosmos. Vanaf 1981 onderrichtte hij aan de Russische Academie van Wetenschappen en was hij plaatsvervangend leider van het Instituut voor Staat en Recht.
Van 1984 tot 1995 diende hij als arbiter van het Permanent Hof van Arbitrage en parallel hieraan was hij van 1992 en 1995 lid van de Commissie voor Internationaal Recht van de Verenigde Naties als expert op het gebied van internationaal recht. Tegen het einde van beide functies werd hij gekozen tot rechter van het Internationaal Gerechtshof in Den Haag, als opvolger van zijn landgenoot Nikolaj Konstantinovitsj Tarasov. Hij diende in deze functie tot 2006, waarna de permanente rechtersfunctie van zijn land werd ingevuld door Leonid Skotnikov.
Veresjtsjetin publiceerde meer dan 150 artikelen over internationaal recht.
- Gemeinsame Normdatei: 129458287
- International Standard Name Identifier: 0000 0001 1754 0335
- Library of Congress Control Number: n83173326
- Nationale Bibliotheek van Letland: 000233271
- Nationale Bibliotheek van Tsjechië: mub20201073613
- Nederlandse Thesaurus van Auteursnamen: 072625384
- Virtual International Authority File: 28150884
- WorldCat: E39PBJmtyty6TFtvJFW6HmFtKd